# Kikstart 2
Kikstart 2, anche scritto Kikstart II o Kikstart II: The Construction Set nelle schermate iniziali, è un videogioco di motocross pubblicato nel 1987 per Commodore 64 e convertito successivamente anche per Amiga, Amstrad CPC e ZX Spectrum.
È il seguito di Kikstart. Non va confuso con un'edizione per Commodore 128 del 1986, che a volte viene chiamata con il nome Kikstart 2, ma è soltanto un'espansione autonoma di Kikstart.
Il nome della serie fa riferimento, non ufficialmente, al programma televisivo di trial Kick Start della BBC. Anche il tema musicale in gara deriva dalla sigla del programma (Be My Boogie Woogie Baby di Drafi Deutscher).

## Modalità di gioco
Una partita consiste in 5 gare a tempo su percorsi a ostacoli, lo scopo è battere la moto avversaria sul tempo totale e stabilire record su ciascuna pista.
La visuale è bidimensionale laterale, a scorrimento verso destra.
Lo schermo è diviso orizzontalmente e ciascuna metà mostra un concorrente; anche in giocatore singolo, in basso viene mostrata una moto controllata dal computer. I due corrono contemporaneamente sulla stessa pista, ma in modo indipendente, cioè non si incontra mai fisicamente la moto avversaria nella propria metà schermo.
Le moto possono cambiare velocità, impennare e saltare. Sulle piste si incontrano rampe, gradini e vari tipi di ostacoli naturali e artificiali. Alcuni vanno attraversati a velocità non troppo alta, o non troppo bassa, o non permettono di impennare o saltarci sopra. Impennare può servire a superare piccoli dislivelli, mentre buche, acqua e fiamme vanno necessariamente saltate.
In caso di errore il motociclista ruzzola vistosamente e subisce una perdita di tempo, per poi riprendere la corsa dal successivo punto transitabile.
Ci sono 24 piste diverse e ognuna delle 5 gare può svolgersi su una pista a scelta oppure su piste casuali. Nella versione Commodore 64 alcune piste sono innevate e alcune sono ambientate di notte, ma è una differenza soltanto estetica.
È disponibile un editor di livelli integrato che permette di modificare o ricreare da zero una o più piste e salvarle su nastro o su disco.

## Critica
Il gioco ricevette recensioni generalmente buone. Su Commodore 64 si apprezzano la giocabilità e i miglioramenti della grafica e praticamente di ogni altro aspetto rispetto al primo Kikstart.
Per le altre piattaforme invece non era uscito il primo Kikstart.
La versione ZX Spectrum è all'altezza di quella C64, ma viene fatta notare la mancanza di sonoro e una certa somiglianza con ATV Simulator.
Quella per Amiga è un'edizione economica, che nonostante l'hardware superiore aggiunge solo miglioramenti grafici e sonori all'originale per C64, ma comunque riceve giudizi allo stesso livello.